# اوپن کیدز
اوپن کیدز یک گروه پاپ اوکراینی سازمان یافته از پنج دختر می‌باشد.

## تاریخ

### ۲۰۱۲
تاریخ رسمی بنیانگذاری این گروه ۱۱ اکتبر ۲۰۱۲، روز پخش نخستین کلیپ ویدیویی گروه ("نمایش دختران") در نظر گرفته شده‌است.

### ۲۰۱۴
در تاریخ۲۵ژوئن ۲۰۱۴، این گروه نمایشی از ویدیو کلیپ نوین خود «برای دسر» را در باشگاه ساحلی شهر در کیف برگزار نمودند. این کلیپ در آلمان فیلمبرداری شده‌است.

### ۲۰۱۵
در روزهای نخست ماه نوامبر ۲۰۱۵، مشخص شد که ویکا ورنیک اوپن کیدز را ترک کرد. در همان ماه، گروه منتخب بازیگران را برای شرکت کننده پنجم اعلام کرد.
همچنین درتاریخ آبان ماه گروه با کلیپ «نرقص! " در نامزدی ماه نوامبر "دستیابی به موفقیت" کانال تلویزیونی اروپا پلاس عرضه شد. طبق نتایج رای‌گیری، اوپن کیدز پیروز شد. جایزه چرخش کلیپ آنان در کانال تلویزیونی بود.
در آغاز آذرماه، گروه نخستین کنسرت تک نفری خود را برگزار نمودند. در باشگاه کارائیب کیف برگزار گردید.
براساس نتیجهٔ سال ۲۰۱۵، این گروه در ۱۰ موسیقی دان نمونه اوکراینی (گسترده‌ترین جوامع تأیید شده) شبکه اجتماعی وی کی رتبه ششم یا رتبه چهارم را در بین گروه‌های موسیقی اوکراینی کسب نمود.

### ۲۰۱۶
در ابتدای دی ماه، نتیجه انتخاب بازیگرها پنجمین شرکت کننده اعلام شد. وی آنا مظفارووا شد، شرکت کننده در فصل ۲ پروژه اوکراینی «صدا. بچه ها» (مکانی که وی در تیم پوتاپ بود)، و پیش از آن - فصل ۱ پروژه روسی «صدا». بچه‌ها» (هیچ‌کس نزد وی بازنگشت). علاوه بر این، در سال ۲۰۱۳، او برای حق نمایندگی روسیه در «مسابقه آهنگ یوروویژن جوان» مبارزه نمود (در مرحله اولیه روسیه مقام نخست را کسب نمود).
درتاریخ فوریه ۲۰۱۶، اوپن کیدز اولین آهنگ عاشقانه خود را به حاضران عرضه کرد. به آن می‌گویند «به نظر می‌رسد».
در سال ۲۰۱۶، گروه نخستین تور کنسرت انفرادی خود را برگزار خواهد نمود. به نام قسمتی از آن، اوپن کیدز در مسکو در سالن کنسرت «ایزوستیلا-تالار» و در چندین شهر اوکراین اجرا خواهد کرد.

### ۲۰۲۰
درتاریخ نوامبر ۲۰۲۰، تهیه‌کننده یوری پتروف از نابودشدن گروه گزارش داد.
در تاریخ ۸ نوامبر، چهار روز بعداز پاشیدگی رسمی گروه، یوری پتروف منتخب بازیگرها را اعلام نمود. گروه نام و کل موسیقی را ترک می‌نماید، تمام ترکیب شرکت کننده‌ها تغییر می‌کند، پسرها نیز می‌توانند در این بازیگران شرکت نمایند.

## مدیریت
این گروه توسط یوری پتروف، مؤسس مدرسه هنریاستدیو هنری باز در کیف تهیه شده‌است.